# لارژی رمضانی
لارژی رمضانی (انگلیسی: Largie Ramazani؛ زادهٔ ۲۷ فوریهٔ ۲۰۰۱) بازیکن فوتبال اهل بلژیک است.
از باشگاه‌هایی که در آن بازی کرده‌است می‌توان به باشگاه فوتبال چارلتون اتلتیک اشاره کرد.
وی همچنین در تیم‌های ملی فوتبال زیر ۱۷ سال بلژیک، زیر ۱۸ سال بلژیک، زیر ۱۹ سال بلژیک و زیر ۲۱ سال بلژیک بازی کرده‌است.